# Judith onthoofdt Holofernes (Gentileschi, Napels)
Judith onthoofdt Holofernes (Italiaans: Giuditta che decapita Oloferne) is een schilderij van Artemisia Gentileschi uit 1612-13. Het doek maakt deel uit van de collectie van het Museo di Capodimonte in Napels.

## Voorstelling
Het schilderij is ontleend aan een episode uit het bijbelboek Judith, waarin verteld wordt hoe de mooie, jonge weduwe Judith Holofernes verleidt en vervolgens vermoordt. Deze Assyrische generaal belegerde haar woonplaats Bethulia in de tijd van koning Nebukadnezar.  
Op het doek zijn de drie personages op de voorgrond afgebeeld in sterk clair-obscur. Het schilderij is daarmee een van de belangrijkste voorbeelden van het vroege caravaggisme. Judith staat klaar om de man te onthoofden met zijn eigen zwaard dat een rijkelijk versierd handvat heeft. De dienstmaagd Abra, gekleed in rode kleren, neemt actief deel en vecht met Holofernes die op een bed ligt. Ze is veel jonger afgebeeld dan op de meeste schilderijen over dit onderwerp. Holofernes, die vecht voor zijn leven, houdt haar kraag met zijn  gespierde vuist vast. De witte lakens van het bed contrasteren met de donkere achtergrond, hoewel ze besmeurd zijn met bloed dat uit Holofernes' nek vloeit.  
Voor het schilderij gebruikte Artemisia Gentileschi zichzelf als model voor Judith, terwijl Holofernes de kenmerken heeft van haar voormalige mentor en verkrachter Agostino Tassi. Zijn positie laat zich vergelijken met die van Artemisia tijdens haar verkrachting. Het doek is geschilderd in het jaar dat het proces over deze misdaad plaatsvond.  Mary Garrard, de biograaf van Gentileschi, geeft een autobiografische interpretatie van het schilderij. Ze ziet het als een louterende uitdrukking van de intieme (en misschien stille) woede die de kunstenaar bezielt. 
Caravaggio's schilderij over hetzelfde onderwerp heeft waarschijnlijk de belangrijkste invloed op Artemisia uitgeoefend. Het laat hetzelfde naturalisme en bloedig geweld zien. Op beide schilderijen valt de afwezigheid van decoratieve details op de achtergrond op. Een belangrijk verschil is de actieve rol die de bediende speelt op het doek van Artemisia. Bij Caravaggio is zij nog een toeschouwer. De Franse kunsthistoricus Marie-Jo Bonnet ziet hierin een aanwijzing voor een feministische interpretatie van het schilderij.
Artemisia's vader, Orazio Gentileschi, zelf een beroemde schilder, werd sterk beïnvloed door Caravaggio en schilderde zijn eigen versie van de scène van Judith en Holofernes. Artemisia maakte in 1620 een schilderij met dezelfde scène voor Cosimo II de' Medici, ook getiteld Judith onthoofdt Holofernes, dat wordt bewaard in de Galleria degli Uffizi in Florence.

## Herkomst
Het is niet bekend of het schilderij een opdrachtgever had en wanneer het precies gemaakt is. De meeste kenners gaan uit van circa 1612, maar een iets latere datering (rond 1617) is ook voorgesteld.
Het doek duikt in de negentiende eeuw op in de privécollectie van Saveria De Simone. In 1827 werd het gekocht voor het Koninklijk Museum van de Bourbons, waarbij het werk aan Caravaggio werd toegeschreven. De Italiaanse kunsthistoricus Roberto Longhi herkende het in 1916 als een werk van Artemisia Gentileschi. In 1956 werd het schilderij overgebracht naar het paleis van Capodimonte.

## Afbeeldingen

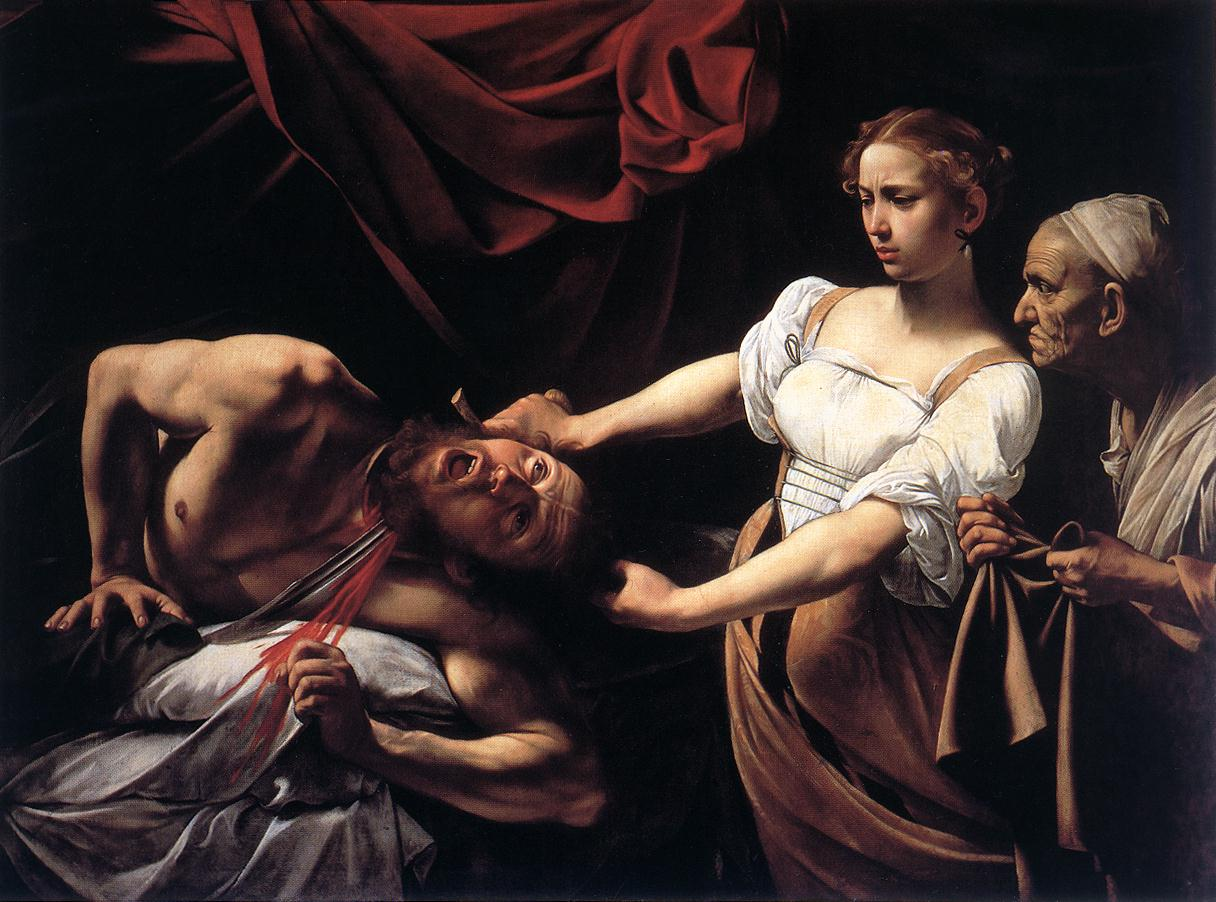
Judith onthoofdt Holofernes - Caravaggio
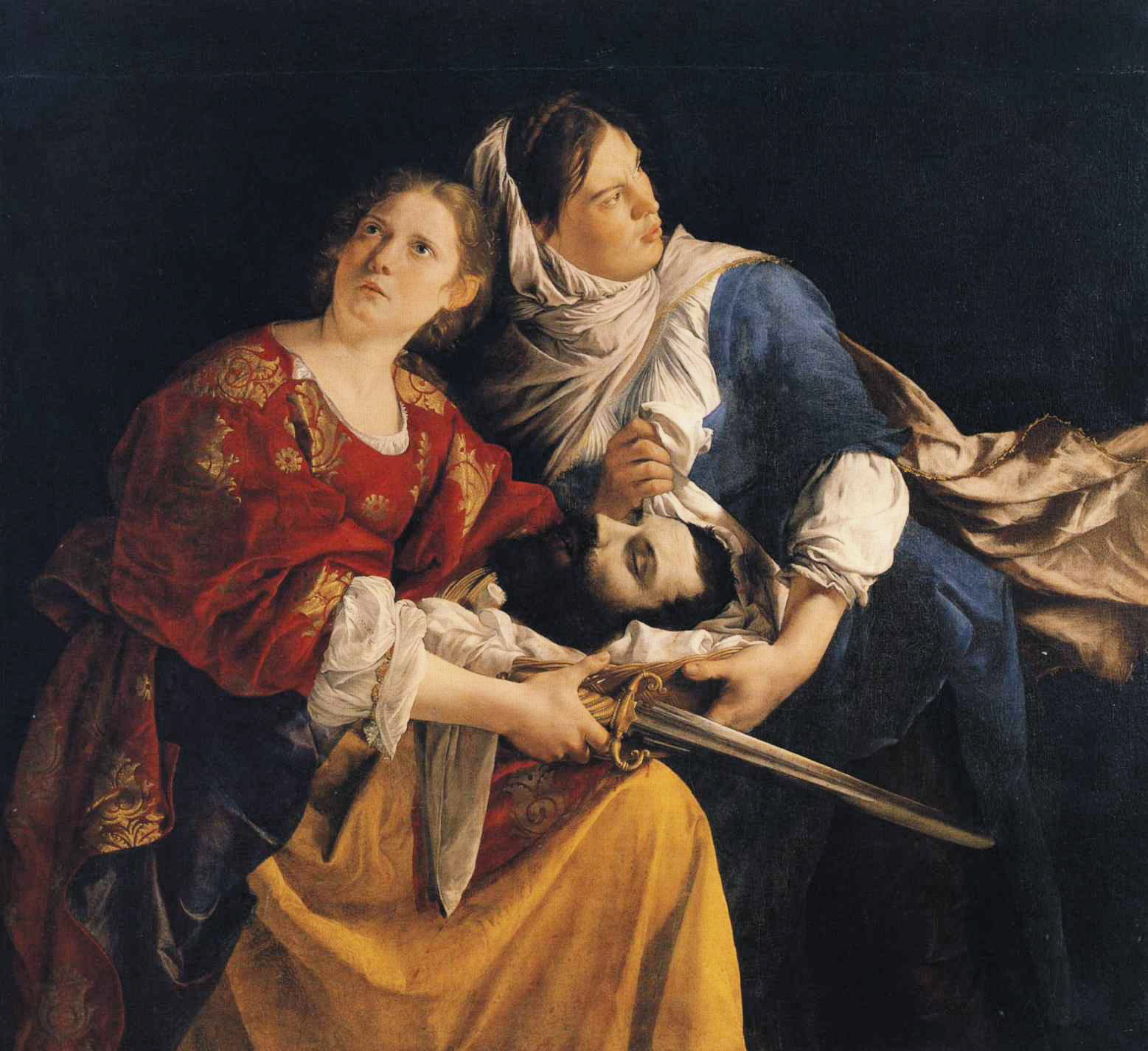
Judith en haar bediende met het hoofd van Holofernes - Orazio Gentileschi
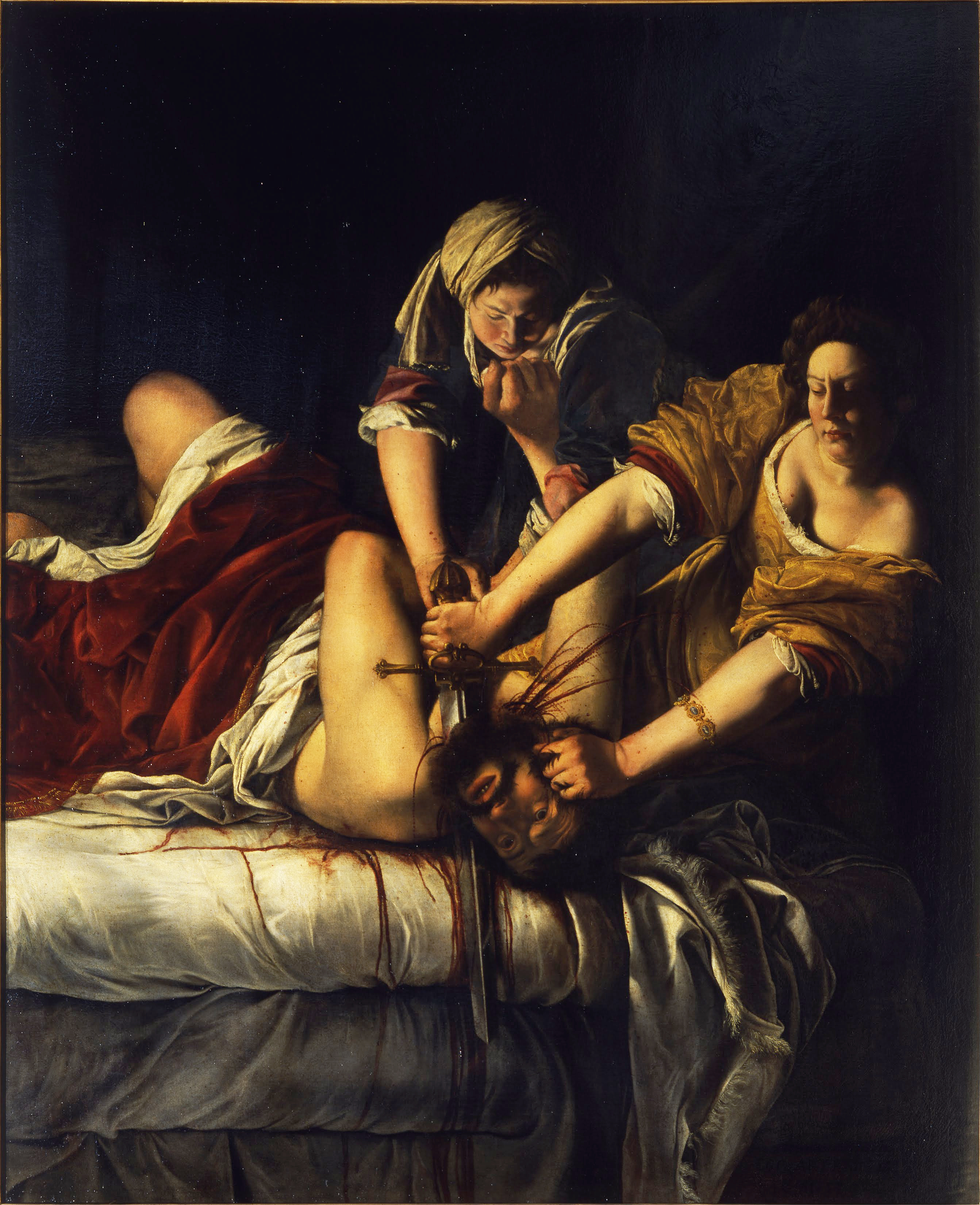
Versie in Florence